# Villaverde y Pasaconsol
Villaverde y Pasaconsol è un comune spagnolo di 352 abitanti situato nella comunità autonoma di Castiglia-La Mancia.